# Dryopteris microlepis
Dryopteris microlepis är en träjonväxtart som först beskrevs av Friedhelm Bak, och fick sitt nu gällande namn av Carl Frederik Albert Christensen. Dryopteris microlepis ingår i släktet Dryopteris och familjen Dryopteridaceae. Inga underarter finns listade.